# Кенигхајм
Кенигхајм (њем. Königheim) општина је у њемачкој савезној држави Баден-Виртемберг. Једно је од 18 општинских средишта округа Маин-Таубер-Крајс. Према процјени из 2010. у општини је живјело 3.219 становника. Посједује регионалну шифру (AGS) 8128061.

## Географски и демографски подаци
Кенигхајм се налази у савезној држави Баден-Виртемберг у округу Маин-Таубер-Крајс. Општина се налази на надморској висини од 223 метра. Површина општине износи 61,2 km². У самом мјесту је, према процјени из 2010. године, живјело 3.219 становника. Просјечна густина становништва износи 53 становника/km².

## Међународна сарадња
| Мјесто   | Држава   | Врста сарадње | Од    |
| -------- | -------- | ------------- | ----- |
| Шајфлинг | Аустрија | партнерство   | 1972. |
| Извор    |          |               |       |